# Cukrzyca
Cukrzyca – grupa chorób metabolicznych charakteryzująca się hiperglikemią (podwyższonym poziomem glukozy we krwi) wynikającą z defektu produkcji lub działania insuliny wydzielanej przez komórki beta wysp trzustkowych. Przewlekła hiperglikemia wiąże się z uszkodzeniem, zaburzeniem czynności i niewydolnością różnych narządów, szczególnie oczu, nerek, nerwów, serca i naczyń krwionośnych.
Ze względu na przyczynę i przebieg choroby, można wyróżnić: cukrzycę typu 1, typu 2, cukrzycę ciężarnych i inne, rzadziej występujące typy.
Najczęstszą postacią cukrzycy jest cukrzyca typu 2, w której pierwotnie dochodzi do zmniejszonej wrażliwości tkanek na insulinę (insulinooporność). Stan ten wymaga produkcji nadmiernej ilości insuliny, co w dalszym przebiegu choroby przekracza zdolności wydzielnicze trzustki. W cukrzycy typu 1, dochodzi do uszkodzenia komórek β w wyspach trzustki i upośledzenia, a później zaprzestania wydzielania insuliny.
W cukrzycy typu 1 proces autoimmunologiczny niszczy komórki wysp trzustkowych produkujące insulinę, co wywołuje pierwotny brak insuliny we krwi, przy zachowaniu normalnej wrażliwości tkanek na ten hormon. Cukrzyca ciężarnych jest wynikiem zmian hormonalnych związanych z ciążą. 
Typy 1 i 2 są wielogenowe, tzn. są rezultatem mutacji w wielu genach, w odróżnieniu od monogenowych, np. typu MODY.
Zasadą współczesnej terapii cukrzycy jest leczenie wszystkich zaburzeń towarzyszących chorobie, a nie tylko kontrola gospodarki węglowodanowej. Dążenie do normalizacji masy ciała, zwiększenie aktywności fizycznej, właściwa dieta, leczenie częstych w cukrzycy zaburzeń lipidowych, nadciśnienia tętniczego i innych chorób układu krążenia oraz utrzymywanie glikemii w przedziale wartości możliwie najbardziej zbliżonym do niecukrzycowych (normoglikemii) zmniejsza ryzyko rozwoju powikłań choroby.

## Terminologia
Łacińska nazwa  diabetes wywodzi się od greckiego słowa διαβήτης (diabetis) i została ukuta przez Areteusza z Kapadocji. Grecki czasownik διαβαίνειν, diabaínein dosłownie oznaczał "przechodzenie przez" lub "spuszczanie", co odnosiło się do jednego z głównych objawów cukrzycy, jakim jest nadmierna produkcja moczu. W 1675 Thomas Willis dodał słowo łacińskie mellitus, które oznacza "słodki jak miód", co odnosiło się do słodkiego smaku moczu. Słodki smak uryny zauważyli starożytni Grecy, Chińczycy, Egipcjanie oraz Hindusi. W 1776 Matthew Dobson potwierdził, że słodki smak pochodzi od nadmiaru pewnego rodzaju cukru w moczu i krwi ludzi chorych na cukrzycę.
Osoby chore na cukrzycę określane są jako cukrzycy (pot.) lub diabetycy.

## Typy cukrzycy, etiologia choroby
Cukrzyca nie jest chorobą jednolitą. Wyróżnia się kilka postaci choroby, z których najpowszechniejsza to typ 2.

### Cukrzyca typu 1
Cukrzyca typu 1 (dawniej nazywana insulinozależną, IDDM (Insulin Dependent Diabetes Mellitus) lub typu dziecięcego) – jest spowodowana rzeczywistym brakiem insuliny na skutek procesu immunologicznego (uszkodzenia komórek beta wysp Langerhansa trzustki) przez przeciwciała skierowane przeciwko antygenom wysp lub w sposób idiopatyczny. Jedynie te komórki mogą wytwarzać insulinę. Choroba pojawia się najczęściej u dzieci i osób młodych, choć może się rozpocząć nawet po 80. roku życia. Leczenie wymaga stałego podawania insuliny. Zwykle przyczyną choroby jest uszkodzenie komórek β przez własny układ odpornościowy (autoagresja, stąd również nazwa: cukrzyca autoimmunologiczna). Tempo niszczenia komórek może być szybkie lub wolne. Postać szybko postępująca zwykle występuje u dzieci. Wolno postępująca postać cukrzycy występująca u dorosłych nosi nazwę utajonej cukrzycy autoimmunologicznej dorosłych (LADA – Latent Autoimmune Diabetes in Adults). U 85-90% osób z cukrzycą typu 1 w chwili wykrycia choroby występują przeciwciała przeciwwyspowe i (lub) przeciwinsulinowe albo przeciwko dekarboksylazie kwasu glutaminowego (GAD), które są markerami procesu autoimmunologicznego. Osoby z cukrzycą typu I statystycznie częściej zapadają na inne choroby autoimmunologiczne, m.in. chorobę Gravesa-Basedowa, chorobę Hashimoto i chorobę Addisona. U osób pochodzenia afrykańskiego i azjatyckiego istnieją postacie cukrzycy typu 1 o nieznanej etiologii (postać idiopatyczna), bez objawów procesu autoimmunologicznego.
Ostatecznie przeżycie osoby z tą postacią cukrzycy jest uzależnione od zewnętrznego podawania insuliny. Wydzielanie insuliny jest u nich znikome bądź w ogóle nieobecne, co przejawia się małym lub niewykrywalnym stężeniem peptydu C (fragmentu białkowego powstającego podczas produkcji insuliny) w osoczu. U osób z tą postacią choroby istnieje większe ryzyko wystąpienia kwasicy ketonowej.

### Cukrzyca typu 2
Cukrzyca typu 2 (dawniej nazywana insulinoniezależną, ang. Non-Insulin Dependent Diabetes Mellitus, w skrócie NIDDM) – to najczęstsza postać cukrzycy (ok. 80%). U chorych zaburzone jest zarówno działanie, jak i wydzielanie insuliny, przy czym dominującą rolę może odgrywać jedna lub druga nieprawidłowość. Chorzy są mało wrażliwi na działanie insuliny (insulinooporność). Zwykle w początkowej fazie choroby insulina jest wydzielana w większej ilości, ale niewystarczająco w stosunku do zwiększonych insulinoopornością potrzeb organizmu. Ten typ cukrzycy może być uwarunkowany genetycznie (dziedziczenie wielogenowe) lecz decydującą rolę pełnią czynniki środowiskowe tj. otyłość (zwłaszcza typ brzuszny), mała aktywność fizyczna. Poziom peptydu C mieści się początkowo w normie lub tę normę przekracza. Po pewnym jednak czasie wydzielanie insuliny spada (obniża się tym samym poziom peptydu C) wskutek zniszczenia nadmiernie obciążonych komórek β wysepek Langerhansa. Nadmiar trzewnej tkanki tłuszczowej powoduje zwiększenie wydzielania wolnych kwasów tłuszczowych, WKT powodują zjawisko tzw. „lipotoksyczności” – zwiększona oksydacja tłuszczów w tkance mięśniowej powoduje zahamowanie glikolizy natomiast w wątrobie przyczynia się do nasilenia glukoneogenezy. Proces ten wymaga kompensacyjnego wydzielania insuliny przez komórki β wysp trzustkowych. Proces ten może prowadzić do stopniowego wykorzystania rezerw wydzielniczych insuliny i załamania metabolizmu glukozy. Leczenie polega zazwyczaj na redukcji masy ciała, stosowaniu diety cukrzycowej, wysiłku fizycznego oraz doustnych leków przeciwcukrzycowych; u części chorych po pewnym czasie trwania choroby konieczna jest insulinoterapia. Ta postać cukrzycy niejednokrotnie umyka przez wiele lat rozpoznaniu, gdyż hiperglikemia nie jest na tyle wysoka, by wywołać klasyczne objawy cukrzycy. Niemniej u chorych już w tym czasie mogą rozwinąć się powikłania cukrzycy. Cukrzyca typu 2 występuje najczęściej u osób starszych, z otyłością lub innymi zaburzeniami metabolicznymi. Otyłość, zwłaszcza nadmiar tkanki tłuszczowej w okolicy brzusznej, powoduje oporność na insulinę.

### Cukrzyca ciężarnych
Cukrzyca ciężarnych – przejściowe zaburzenie, rozpoznawane na podstawie podwyższonego stężenia glukozy we krwi (któremu może towarzyszyć obecność glukozy w moczu), pojawiające się u zdrowych dotąd kobiet i ustępujące całkowicie po zakończeniu ciąży. Niemniej stanowi ono zagrożenie dla płodu i kobiety, a ponadto u 30-50% kobiet, u których stwierdzano cukrzycę ciężarnych, w ciągu najbliższych 15 lat rozwija się cukrzyca typu 2.
Uważa się, że przyczyną cukrzycy ciężarnych są zmiany fizjologiczne związane z ciążą: insulinooporność wywołana przez hormony łożyskowe (laktogen, hormon wzrostu), zaburzenia wydzielania insuliny i zwiększone wydzielanie glukozy przez wątrobę. U 3-8% kobiet trzustka nie jest w stanie zaspokoić zwiększonego zapotrzebowania na insulinę. Cukrzyca ciężarnych przejawia się głównie w 3 trymestrze, gdy najsilniej działają te hormony.
Zagrożenia dla kobiety:
Zagrożenie przedwczesnym porodem, stan przedrzucawkowy, zwiększone prawdopodobieństwo cięcia cesarskiego.
Zagrożenia dla płodu:
makrosomia płodu – glukoza i aminokwasy przenikając przez barierę łożyskową pobudzają przerost wysp trzustkowych płodu, co prowadzi u niego do zwiększenia wydzielania działającej anabolicznie insuliny. Skutkiem jest nadmierne wykorzystanie substratów do budowy własnych tkanek i duża masa urodzeniowa. Nadmiar moczu wydalanego przez płód powoduje wielowodzie, które może prowadzić do przedwczesnego porodu.
Znaczna hiperglikemia u matki może doprowadzić do kwasicy u płodu, obumarcia wewnątrzmacicznego bądź wad wrodzonych m.in. cewy nerwowej i serca (kardiomiopatia).
Leczenie – dietą, w razie niepowodzenia insuliną.

### Cukrzyca o znanej przyczynie (cukrzyca wtórna)
Wiele chorób i niektóre leki mogą przyczyniać się do powstawania hiperglikemii.
Najczęstsze z tych schorzeń to: grupa chorób trzustki (głównie części zewnątrzwydzielniczej), endokrynopatie (choroby układu hormonalnego), schorzenia wątroby i długotrwała systemowa sterydoterapia.
Do cukrzycy o znanej przyczynie zalicza się:
- zaburzenia działania komórek β warunkowane genetycznie (cukrzyca typu MODY opisano mutacje 8 różnych genów (MODY1-8), mutacje genów mitochondrialnych)
- warunkowane genetycznie defekty działania insuliny
- cukrzyca noworodkowa – spowodowana defektem podjednostki Kir 6.2 kanału potasowego w komórkach β; ujawnia się zwykle w wieku niemowlęcym, może być skutecznie leczona przez stosowanie doustnych pochodnych sulfonylomocznika
- LADA – autoimmunologiczna postać cukrzycy zbliżona do cukrzycy typu 1 ujawniająca się w wieku dorosłym
- choroby wewnątrzwydzielniczej części trzustki (np. w przebiegu mukowiscydozy, zapaleń, nowotworów, hemochromatozy)
- endokrynopatie (np. choroba Cushinga, nadczynność tarczycy, guz chromochłonny nadnerczy, glukagonoma, somatostatinoma, akromegalia)
- cukrzyca wywołana przez leki lub inne substancje chemiczne (np. glukokortykoidy, hormony tarczycy, dilantyna, α-interferon, aspartam[potrzebny przypis])
- rzadkie postacie cukrzycy o podłożu immunologicznym
- cukrzyca wywołana przez zakażenia (np. różyczka wrodzona, wirus cytomegalii)
- inne zespoły o podłożu genetycznym, mogące przebiegać z cukrzycą (zespół Downa, zespół Klinefeltera, zespół Turnera, zespół Pradera-Williego, zespół Wolframa, ataksja Friedreicha, pląsawica Huntingtona, porfirie)

## Czynniki predysponujące
Podatność na cukrzycę typu 1 i 2 jest dziedziczna. Wydaje się jednak, że nawet u tych, którzy odziedziczą skłonność do cukrzycy typu 1 konieczny jest czynnik środowiskowy. Typ 1 jest wywoływany przez pewne infekcje (głównie wirusowe) lub (u mniejszej grupy pacjentów), przez stres lub ekspozycję środowiskową (m.in. na leki i niektóre związki chemiczne). Jako możliwe czynniki środowiskowe podejrzewano wirusy czy białka mleka krowiego. Istnieją indywidualne podatności genetyczne na pewne czynniki, które mogą wywołać cukrzycę, co powiązano z konkretnymi genotypami HLA. Prawdopodobnie za podatność odpowiada wiele genów. Wcześniej przejawiające się przypadki są zwykle silniej uwarunkowane genetycznie – jeśli jedno spośród bliźniąt jednojajowych zachorowało przed 6. rokiem życia, drugie zachorowało w 60% przypadków. Gdy choroba objawiła się po 25. roku życia, rodzeństwo zachorowało jedynie w 5% przypadków. Niewielka część osób z cukrzycą typu 1 posiada zmutowany gen, który jest przyczyną cukrzycy MODY.
Typ 2 ma silniejsze powiązanie z dziedziczeniem. Krewni pierwszego stopnia osoby chorej na cukrzycę typu 2 mają znacznie większe ryzyko powstania cukrzycy tego typu. Im więcej chorych krewnych się posiada, tym większe ryzyko. W przypadku wystąpienia choroby u jednego z bliźniąt jednojajowych, ryzyko wystąpienia u drugiego jest bliskie 100%. Jednymi z genów mających znaczenie dla rozwoju cukrzycy typu 2 są KCNJ11, który koduje kanał potasowy wysepek wrażliwy na ATP, Kir6.2 oraz  TCF7L2, który reguluje ekspresję genu proglukagonu a co za tym idzie produkcję peptydu przypominającego glukagon-1. Dodatkowo, dla samej otyłości (która jest osobnym czynnikiem ryzyka cukrzycy typu 2) dziedziczenie ma duże znaczenie. Podobnie jak w typie 1, uważa się, że za podatność odpowiada wiele genów.
Różne zespoły o podłożu genetycznym mogą także przebiegać z cukrzycą, jak na przykład dystrofia miotoniczna oraz choroba Friedreicha. Zespół Wolframa jest zaburzeniem neurodegeneracyjnym dziedziczonym autosomalnie recesywnie, którego pierwsze objawy pojawiają się w dzieciństwie. Należą do nich: moczówka prosta, cukrzyca typu 1, atrofia nerwu wzrokowego oraz głuchota.

## Rozpoznanie

### Stężenie glukozy we krwi
Podstawowym objawem cukrzycy jest podwyższenie stężenia glukozy we krwi. W zależności od zaawansowania choroby może ono występować jedynie po spożyciu węglowodanów lub niezależnie od niego. Zawartość cukru we krwi (glikemię) podaje się w miligramach na 100 ml krwi (mg/dl) lub w milimolach na litr (mmol/l); związek między nimi określany jest wzorem [mmol/l] x 18 = mg/dl. Prawidłowy poziom cukru we krwi (normoglikemia) na czczo to 70–99 mg/dl (3,9-5,5 mmol/l) oraz w 120. minucie testu doustnego obciążenia glukozą poniżej 140 mg/dl (7,8 mmol/l). Wyższe stężenia glukozy oznaczają:
- stan przedcukrzycowy, gdy:
  - nieprawidłowa glikemia na czczo: 8–14 godzin od ostatniego posiłku, stężenie glukozy w osoczu krwi żylnej wynosi 100–125 mg/dl (5,6-6,9 mmol/l) lub
  - nieprawidłowa tolerancja glukozy: w 120. minucie testu doustnego obciążenia glukozą glikemia 140–199 mg/dl (7,8-11,0 mmol/l).

- cukrzycę, gdy:
  - dwukrotnie (każde oznaczenie wykonane innego dnia) poziom glukozy na czczo jest większy lub równy 126 mg/dl (7,0 mmol/l) lub
  - stężenie glukozy zmierzone o dowolnej porze doby jest większe lub równe 200 mg/dl i występują objawy hiperglikemii (polidypsja, poliuria) lub
  - w 120. minucie testu doustnego obciążenia glukozą poziom glukozy jest większy lub równy 200 mg/dl (11,1 mmol/l)[13].

### Hemoglobina glikowana
Jednym ze wskaźników stężenia glukozy jest frakcja hemoglobiny, która uległa glikacji (przez glukozę znajdującą się we krwi), hemoglobina glikowana (HbA1c). Badanie odzwierciedla średnie stężenie glukozy w ciągu ostatnich 2–3 miesięcy (a dokładniej, z okresu długości "życia" erytrocytów), z czego największy wpływ ma ostatnie 30 dni (około 50% wpływu na wysokość parametru). Wartość progowa zależy od metody oznaczenia stosowanej przez laboratorium, zazwyczaj za nieprawidłową uważa się HbA1c powyżej 6% (taka normę uznaje się na podstawie badania DCCT). Wartość HbA1c przy diagnozie ma znaczenie jedynie pomocnicze, u chorych używa się jej natomiast jako wskaźnika skuteczności terapii (z zastrzeżeniem, że odzwierciedla średnią glikemię), przyjmując zwykle za oznakę dobrej kontroli glikemii HbA1c ≤7% (Kryteria ogólne PTD), ≤6,5% (Kryteria szczegółowe PTD) a nawet ≤6,1% (u kobiet w ciąży; PGDM i GDM). Należy zaznaczyć, że zalecane poziomy HbA1c są różne w różnych krajach – w Danii akceptowalny poziom hemoglobiny glikowanej wynosi 5,9%). Chorzy utrzymujący niską HbA1c mają rzadziej powikłania cukrzycy – według badań. Zbyt niska wartość HbA1c sugeruje częste hipoglikemie. Wskaźnik jest niewiarygodny przy wariantach hemoglobiny – w tym wypadku zaleca się mierzenia glikowanych białek osocza (fruktozamina).

### Inne objawy
Do najbardziej charakterystycznych objawów cukrzycy należą:
- poliuria (wielomocz) – kiedy stężenie glukozy w osoczu (bo to ono ulega filtracji) przekracza próg nerkowy (zwykle ok. 160–180 mg%), z powodu przekroczenia transportu maksymalnego dla glukozy, komórki nabłonka cewek nerkowych nie są w stanie zresorbować glukozy z przesączu (mocz pierwotny). Ponieważ nie jest ona resorbowana w dalszych odcinkach nefronu, przedostaje się do moczu ostatecznego. Pojawia się glukozuria (cukromocz), czyli wydalanie glukozy z moczem, oraz wielomocz – powyżej 3 l na dobę (glukoza jest substancją osmotycznie czynną, zatrzymuje więc wodę i pociąga ją za sobą).
- polidypsja (zwiększone pragnienie) – zwiększona utrata wody z moczem powoduje olbrzymie pragnienie oraz wysychanie błon śluzowych i skóry.
- polifagia (żarłoczność, wilczy głód) – z powodu braku insuliny glukoza znajdująca się we krwi nie może dostać się do tkanek, w których mogłaby być zużyta. W związku z tym, organizm mimo normalnej lub często zwiększonej podaży pożywienia głoduje (tzw. „głód wśród obfitości”, jako że współwystępuje tu czasem nawet znaczna hiperglikemia). Chory jest senny i zmęczony, odczuwa silny głód i mimo prób jego zaspokajania traci na wadze.

Organizm, niemogący korzystać z cukru jako składnika odżywczego, zaczyna zużywać do odżywiania duże ilości tłuszczów. W wyniku ich rozpadu powstają ciała ketonowe, które pojawiają się najpierw we krwi (ketonemia), a później w moczu (ketonuria); oddech może nabrać zapachu acetonu (w wyniku dekarboksylacji acetooctanu do acetonu pod wpływem tlenu zawartego w powietrzu). Mogą wystąpić nudności.
Często chorzy tracą ostrość widzenia.
Powyższe objawy są typowe dla cukrzycy typu 1, w cukrzycy typu 2 hiperglikemia zwykle nie jest na tyle nasilona, by wywołać ich pełny zestaw. Mimo to u chorych mogą się rozwijać powikłania cukrzycy.

### Kliniczne badania osób podejrzanych o zachorowanie na cukrzycę
- Oznaczanie poziomu glukozy we krwi na czczo i po posiłkach
- Test na wykrycie obecności glukozy w moczu
- Oznaczenie stężenia hemoglobiny glikowanej (HbA1c)
- Badanie moczu i osocza krwi pod kątem obecności ciał ketonowych
- Patofizjologiczne badanie krwi w celu wykrycia ewentualnej obecności przeciwciał przeciwjądrowych
- Krzywa glikemiczna (OGTT – test doustnego obciążenia glukozą)
- Reakcja pacjenta na podanie insuliny

### Oznaki cukrzycy wg Światowej Organizacji Zdrowia (WHO)
- Niewyraźne widzenie
- Objawy pogorszenia metabolizmu (odwodnienie, oddech Kussmaula)
- Objawy kliniczne powikłań (choroba wieńcowa, choroby nerek, stopa cukrzycowa)[4]

## Zapobieganie
Ryzyko wystąpienia cukrzycy typu 1 zależy od genetycznej predyspozycji opartej na typach HLA (szczególnie DR3 i DR4) oraz nieznanych czynnikach środowiskowych (przypuszczalnie zakażenia w większości przypadków), a także niekontrolowanej odpowiedzi autoimmunologicznej, która atakuje insulinę produkowaną przez komórki beta. Badania prowadzone od lat 1980. sugerują, że karmienie piersią może obniżać ryzyko cukrzycy insulinozależnej różne inne żywieniowe czynniki ryzyka były badane, ale nie znaleziono żadnych pewnych dowodów.
Ryzyko wystąpienia cukrzycy typu 2 może być zredukowane w wielu przypadkach poprzez dokonanie zmian w diecie oraz zwiększenie aktywności fizycznej. Amerykańskie Towarzystwo Diabetologiczne (American Diabetes Association, ADA) zaleca utrzymywanie normalnej masy ciała, podejmowanie przynajmniej 2,5 godzin ćwiczeń fizycznych tygodniowo (szybki, nieprzerwany spacer wydaje się wystarczający), spożywanie umiarkowanej ilości tłuszczów, przyjmowanie w pokarmie odpowiedniej ilości błonnika oraz całych ziaren. ADA nie zaleca spożycia alkoholu jako sposobu prewencji, ale umiarkowane spożycie alkoholu może zredukować ryzyko (chociaż większe spożycie wiąże się ze znaczącymi efektami negatywnymi dla organizmu). Istnieje niedostateczna liczba dowodów na korzyści kliniczne z jedzenia pokarmów o niskim indeksie glikemicznym.
Niektóre badania wykazały opóźnienie wystąpienia cukrzycy u pacjentów ze zwiększonym ryzykiem w przypadku profilaktycznego przyjmowania metforminy, rosiglitazonu lub walsartanu. Pacjenci przyjmujący hydroksychlorochinę na reumatoidalne zapalenie stawów mieli zmniejszone ryzyko cukrzycy o 77%.
Karmienie piersią może także mieć znaczenie w zapobieganiu cukrzycy typu 2 u matek.

## Powikłania cukrzycy

### Ostre powikłania
- Kwasica ketonowa (DKA – Diabetic Ketoacidosis) jest niebezpiecznym powikłaniem i stanem bezpośrednio zagrażającym życiu. Brak insuliny powoduje rozkładanie tłuszczów i związane z nim powstawanie ciał ketonowych, które przechodzą do krwi i moczu chorego. Objawy to odwodnienie, głęboki i szybki oddech (oddech Kussmaula, często o zapachu acetonu), często ból brzucha, senność. Kwasica ketonowa może doprowadzić do wstrząsu i śpiączki. Szybkie podjęcie leczenia zwykle zapewnia pełne wyleczenie. Zwykle zdarza się chorym na cukrzycę typu 1, wskutek całkowitego braku insuliny.

- Nieketonowy stan hiperosmolarny lub kwasica hiperosmotyczna – występuje stosunkowo rzadko, dotyczy zwykle starszych osób chorujących na cukrzycę typu 2. Wysokie stężenie glukozy we krwi powoduje osmotyczną utratę wody z komórek i dalej utratę wody wydalanej z glukozą w moczu. Jeśli braki płynów nie są uzupełniane, prowadzi to do skrajnego odwodnienia i braku równowagi elektrolitowej. Postępowanie zaburzeń świadomości może doprowadzić do śpiączki. We krwi chorych stwierdza się bardzo wysokie stężenie glukozy bez rozwoju kwasicy ketonowej. Rokowanie jest bardzo poważnie niekorzystne, śmiertelność wynosi około 40%.

- Hipoglikemia grozi chorym leczącym się insuliną lub doustnymi środkami zwiększającymi wydzielanie insuliny. Zwykle pojawia się po przyjęciu niewłaściwej dawki leku, nieprzyjmowaniu pokarmów lub niestrawieniu posiłku, wraz z którym lek był przyjmowany, a także po wysiłku fizycznym, którego nie zrekompensowano odpowiednią dawką glukozy w jedzeniu lub zmniejszeniem dawki leku. Zbyt niskie stężenie glukozy we krwi może objawić się u chorego potami, niepokojem, pobudzeniem, dreszczami, głodem. W krańcowych przypadkach może dojść do utraty świadomości, śpiączki lub drgawek – wtedy niezbędna jest hospitalizacja. Osoby chore na cukrzycę zwykle rozpoznają wcześnie objawy hipoglikemii i mogą jej skutecznie zapobiegać zjadając lub wypijając odpowiednik przynajmniej 10–20 g glukozy (cukierki, cukier, słodki napój). Jeśli chory nie jest w stanie przyjąć glukozy doustnie, można mu podać domięśniowo glukagon (osoby chore zwykle mają podręczny zestaw z glukagonem), który powoduje uwolnienie glukozy z zapasów glikogenu w wątrobie. Ten sposób nie jest skuteczny, gdy glikogen został już wcześniej zużyty (np. wcześniejszym zastosowaniem glukagonu).

### Przewlekłe powikłania

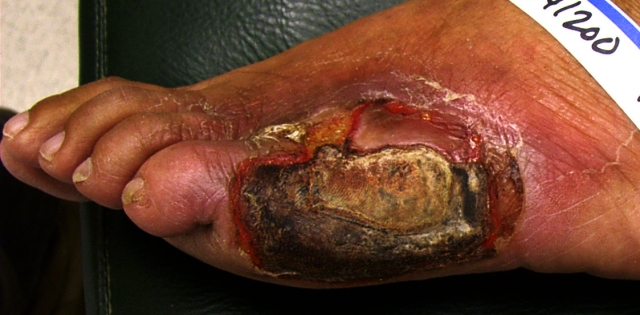
Duże owrzodzenie stopy z widoczną martwicą w przebiegu zespołu stopy cukrzycowej

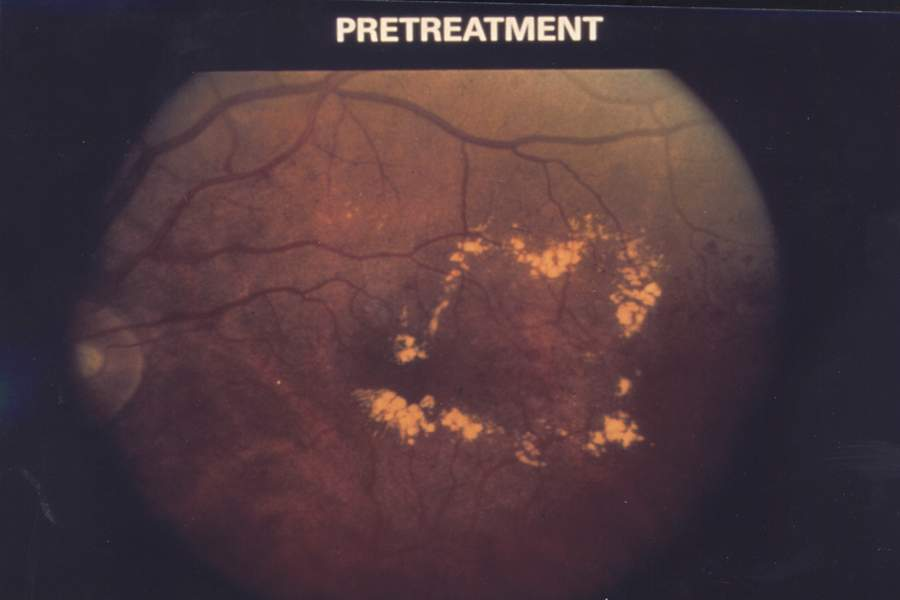
Dno oka w cukrzycy

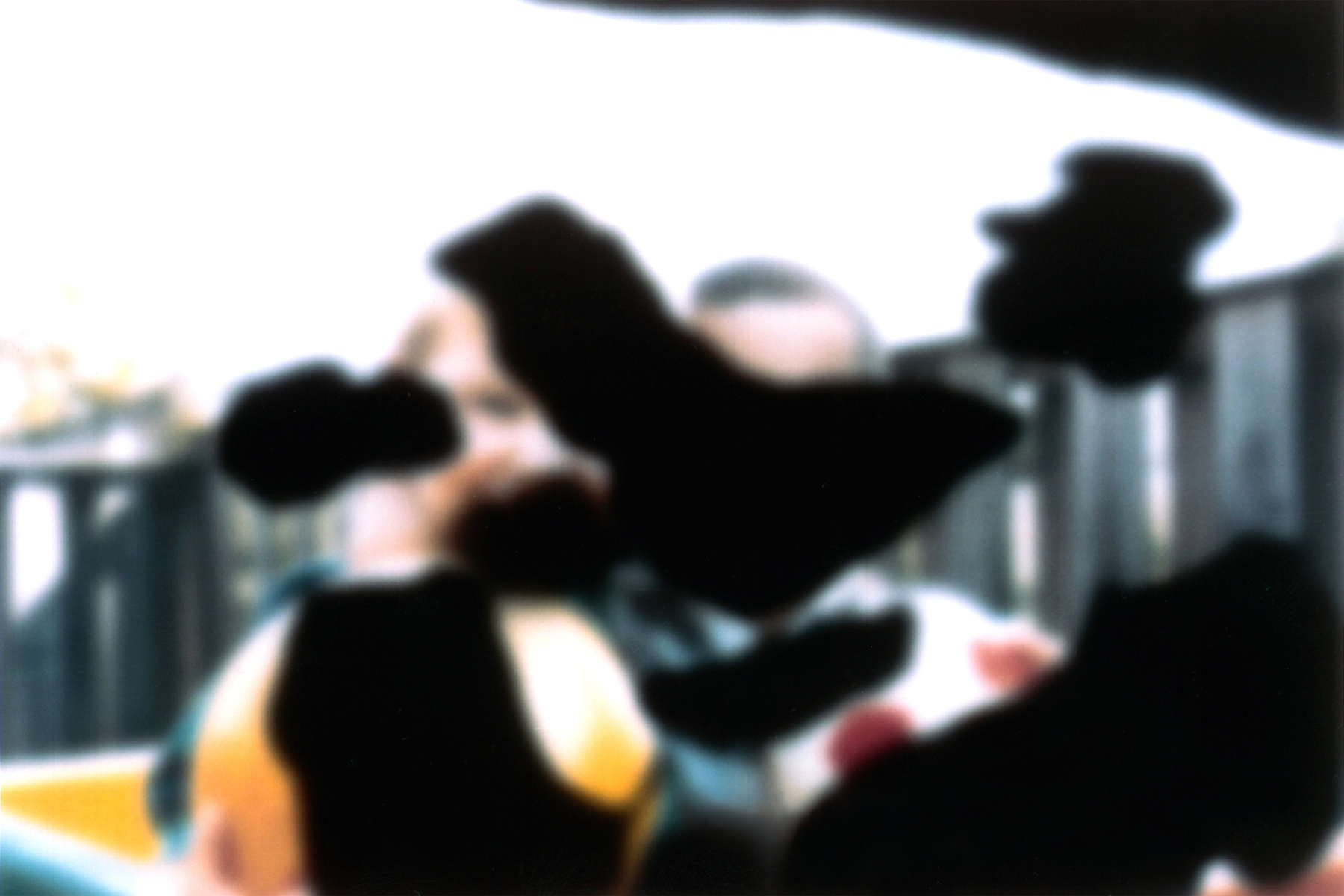
Wizualizacja prawdopodobnego obrazu widzianego przez osobę z retinopatią cukrzycową. Ostatecznym etapem rozwoju retinopatii jest ślepota

Wieloletnia cukrzyca prowadzi do wielu groźnych powikłań, które dotyczą wielu narządów. Ryzyko wystąpienia i postęp przewlekłych powikłań zależą głównie od kontroli metabolicznej cukrzycy. Osoby o dobrze wyrównanej cukrzycy są w znacznie mniejszym stopniu zagrożone przewlekłymi powikłaniami. Przyczyną powstawania powikłań są uszkodzenia naczyń krwionośnych: mikroangiopatia, dotycząca drobnych naczyń i naczyń włosowatych oraz makroangiopatia prowadząca do zmian miażdżycowych naczyń o średniej i dużej średnicy.
Mikroangiopatia powoduje uszkodzenia:
- narządu wzroku – zmiany naczyń siatkówki, czyli retinopatia cukrzycowa, zaćma, zmiany dotyczące naczyniówki. Najpoważniejszym skutkiem uszkodzenia narządu wzroku jest ślepota;
- nerek – cukrzycowa choroba nerek, czyli uszkodzenie funkcji nerek prowadzące do ich niewydolności (konieczność leczenia dializami lub przeszczepem nerki);
- włókien nerwowych – neuropatie: polineuropatia cukrzycowa o charakterystycznych objawach "rękawiczkowych" i "skarpetkowych" (zaburzenia czucia, uczucie drętwienia, bólu lub parzenia dłoni i stóp) oraz cukrzycowa neuropatia autonomicznego układu nerwowego – objawy zależą od lokalizacji zmian i mogą obejmować na przykład: zaburzenia pracy serca, nieprawidłowości ciśnienia tętniczego, zaburzenia pracy przewodu pokarmowego (głównie uporczywe biegunki), zaburzenia w oddawaniu moczu, impotencja.

Makroangiopatia prowadzi do zwiększonej zapadalności na choroby układu sercowo-naczyniowego, które stanowią w ok. 80% przyczynę śmierci w tej grupie chorych. Najważniejsze powikłania naczyniowe występujące u diabetyków to:
- choroba niedokrwienna serca i zawał mięśnia sercowego;
- zespół stopy cukrzycowej – zaburzeń ukrwienia i unerwienia stopy, mogących prowadzić do owrzodzeń i deformacji stopy, infekcji a w konsekwencji do martwicy i konieczności mniejszych lub większych amputacji;
- udar mózgu – prowadzący do różnego stopnia uszkodzenia mózgu.

U diabetyków mogą ponadto występować m.in.:
- zmiany metaboliczne, takie jak nabyta hiperlipidemia,
- spadek odporności.
- gorsze gojenie się ran.

U pacjentów z cukrzycą częste są również zmiany skórne. Zdarza się, że to właśnie dzięki ich obecności rozpoczyna się diagnostykę, w wyniku której rozpoznaje się chorobę podstawową. Do najczęstszych zmian skórnych towarzyszących cukrzycy należą: infekcje skóry, owrzodzenia, tzw. gruba skóra, rogowacenie ciemne, kępki żółte wysiewne i rumieniec cukrzycowy. Rzadziej występują: świąd skóry, obumieranie tłuszczowe, ziarniniak obrączkowy, dermopatia cukrzycowa i bullosis diabeticorum Zdarzają się też reakcje skórne związane z przyjmowaniem leków przeciwcukrzycowych.

## Leczenie
Stężenie glukozy we krwi zmienia się bardzo dynamicznie. W związku z tym we wszystkich typach cukrzycy najlepsze wyniki leczenia osiąga się przy aktywnym udziale chorego w leczeniu. Wyedukowany chory, prowadzący odpowiedni tryb życia i dostosowujący samodzielnie terapię do zapotrzebowania ma dużą szansę uniknięcia powikłań.
Liście stewii od stuleci wykorzystuje się w Ameryce Południowej w tradycyjnej medycynie indiańskiej do terapii cukrzycy. Prowadzone są badania nad zawartym w nich związkiem, rebaudiozydem A. Mechanizm hipoglikemizujący stewii jest niejasny i występuje wyłącznie przy podwyższonym stężeniu glukozy w surowicy.

### Insulinoterapia
Insulinoterapia to podstawowe leczenie dla chorych na cukrzycę typu 1. Ma również zastosowanie u chorych na cukrzycę typu 2, u których nie wystarcza odpowiednia dieta, tryb życia i doustne leki przeciwcukrzycowe oraz u kobiet z cukrzycą ciążową.

#### Preparaty insuliny

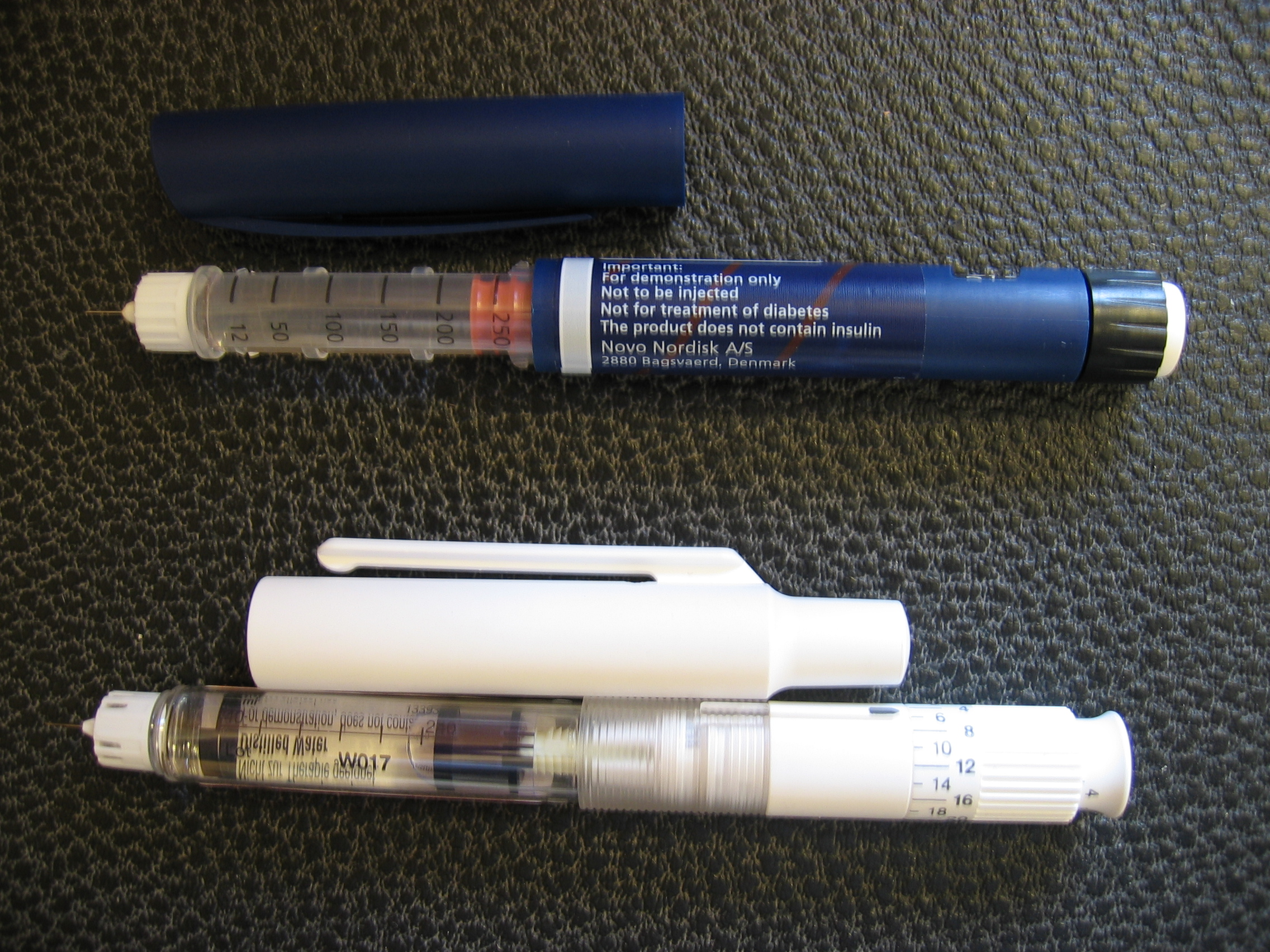
Peny do insuliny.

Przez wiele lat stosowano preparaty insuliny pochodzenia zwierzęcego, izolowane z trzustek bydlęcych i świńskich. Insuliny te różnią się od ludzkiego białka odpowiednio trzema i jednym aminokwasem. Od lat 80. XX w. większość dostępnych preparatów insuliny jest pochodzenia biotechnologicznego – insulinę wytwarzają genetycznie modyfikowane  bakterie Escherichia coli lub drożdże Saccharomyces cerevisiae. W ten sposób wytwarza się insulinę ludzką oraz analogi insuliny, o kilku podstawieniach aminokwasowych, które nadają insulinie pożądane właściwości.
Analogi insuliny lispro (np. Humalog) i aspart (np. NovoRapid) podane podskórnie działają szybciej niż insulina ludzka, z wyraźniejszym szczytem działania. Są też analogi długodziałające, jak glargina (np. Lantus) i detemir (np. Levemir), powoli się uwalniające. Wcześniej uzyskiwano podobny efekt sporządzając zawiesiny z dodatkiem protaminy (tzw insuliny NPH – Neutral Protamine Hagedorn, czyli np.: Gensulin N, Humulin N, Insulatard) lub cynku. Różne preparaty insulin zaczynają działać od 15 min. do 6 godzin po wstrzyknięciu, działają przez 3 do 24 godzin, szczyt aktywności mają od 1 godz. do 14 godz. po podaniu lub są pozbawione wyraźnego szczytu działania.

#### Podawanie preparatów insuliny

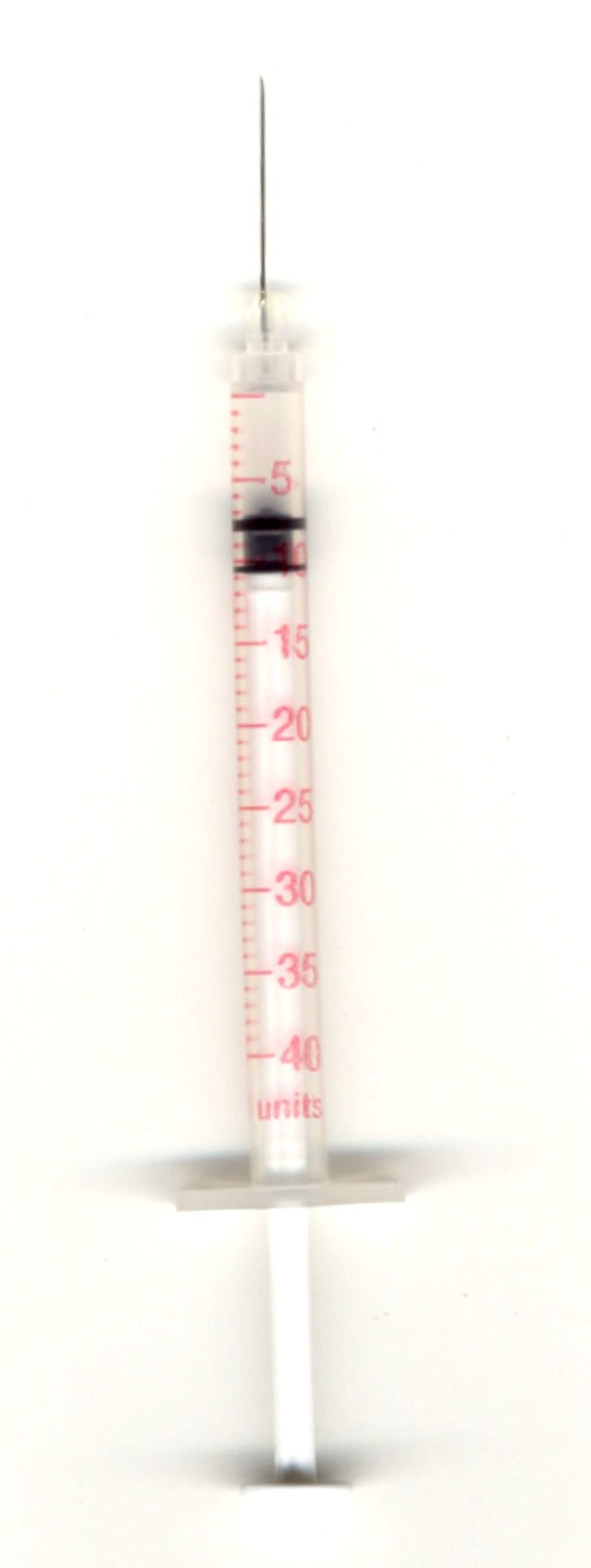
Strzykawka do podawania wstrzyknięć podskórnych insuliny

Preparaty insuliny w normalnym leczeniu podaje się podskórnie, za pomocą wstrzykiwacza, np. pena (pióra insulinowego) lub coraz rzadziej strzykawki. Istnieją również bezigłowe iniektory, a na początku 2006 roku wprowadzono do lecznictwa insulinę do inhalacji (w aerozolu np. Exubera firmy Pfizer).
Podawana insulina ma naśladować naturalny rytm wydzielania insuliny przez trzustkę – a więc pewne bazowe zapotrzebowanie (pokrywane insuliną długodziałającą) oraz insulinę potrzebną do zrównoważenia posiłków (insulina ludzka lub szybkodziałające analogi insuliny). Tzw. intensywna insulinoterapia oznacza dostosowywanie na bieżąco przez chorego ilości insuliny do spożywanych posiłków, wysiłku fizycznego i innych czynników – w odróżnieniu od terapii tradycyjnej, w której to posiłki i tryb życia są dostosowane do wstrzykiwanej insuliny.
Specjalnym trybem leczenia jest podawanie insuliny za pomocą pompy insulinowej.
Pompa insulinowa zapewnia stały podskórny dopływ insuliny (zwykle szybkodziałającego analogu lub insuliny ludzkiej) i pozwala na najlepsze wyrównanie glikemii spośród rozwiązań dostępnych na rynku, zwłaszcza przy zmiennym dobowym zapotrzebowaniu podstawowym na insulinę, wymaga jednak dużego zaangażowania chorego we własną terapię, a źle stosowana grozi kwasicą ketonową.

### Doustne leki przeciwcukrzycowe
Doustne leki przeciwcukrzycowe stosowane są w cukrzycy typu 2. Główne mechanizmy działania poszczególnych grup leków:
- zwiększają wydzielanie insuliny (pochodne sulfonylomocznika i meglitynidy, np. repaglinid),
- hamują uwalnianie glukozy z wątroby (metformina),
- hamują uwalnianie glukozy z węglowodanów złożonych w jelicie (inhibitory alfa-glukozydazy),
- zmniejszają insulinooporność tkanek (tiazolidynediony i pokrewne leki z grupy agonistów receptorów PPAR-γ).
- leki inkretynowe (Inhibitory dipeptydylo-peptydazy 4)

### Wysiłek fizyczny, dieta i tryb życia
W większości przypadków cukrzycę typu 2 daje się początkowo dobrze kontrolować za pomocą odpowiedniej diety i wysiłku fizycznego. Ponieważ ten typ cukrzycy wiąże się zwykle z nadwagą, utrata masy ciała zwiększa wrażliwość na insulinę. Wysiłek fizyczny działa podobnie, poza tym pomaga zapobiegać powikłaniom cukrzycy. Odpowiednia dieta (produkty o niskim indeksie glikemicznym, złożone węglowodany, zmniejszona ilość tłuszczów nasyconych, więcej rozpuszczalnego błonnika) zmniejsza hiperglikemie poposiłkowe i pozwala zapobiegać powikłaniom.
W cukrzycy typu 1 ograniczenia dietetyczne nie są tak istotne. Poza koniecznością dopasowania dawek insuliny do spożywanych pokarmów (lub odwrotnie) zaleca się unikanie produktów o bardzo wysokim indeksie glikemicznym i produktów mogących przyspieszać rozwój powikłań (jak miażdżyca). Wysiłek fizyczny pomaga zapobiegać powikłaniom.
We wszystkich typach cukrzycy bardzo ważne jest unikanie palenia tytoniu i picia alkoholu – środki te zwiększają prawdopodobieństwo powikłań cukrzycy.

### Cukrzyca a alkohol
Ponieważ niektóre z objawów hipoglikemii (drżenie rąk, problemy z utrzymaniem równowagi, u niektórych chorych agresywność), są podobne do objawów upojenia alkoholowego, zdarzają się przypadki nieudzielenia pierwszej pomocy osobom znajdującym się w stanie głębokiego niedocukrzenia. Dlatego ważne, by osoby w otoczeniu chorego znały objawy hipoglikemii i przebieg tego powikłania, aby były w stanie we właściwy sposób zareagować. Z tego też powodu osoby chore oprócz glukagonu często posiadają przy sobie różnego rodzaju wyróżniki (karty cukrzyka, nieśmiertelniki, opaski na dłoń) informujące o chorobie oraz sposobie postępowania w przypadku utraty przytomności.
U chorego na cukrzycę insulinozależną spożywanie alkoholu wzmaga działanie insuliny, co może prowadzić do ostrej hipoglikemii. Jest ona wtedy szczególnie niebezpieczna, ponieważ wątroba zajęta neutralizacją alkoholu słabiej odpowiada na glukagon. W takim przypadku pomoc polega na dożylnym podaniu glukozy, co wymaga natychmiastowej hospitalizacji lub wezwania pogotowia ratunkowego.
Alkohol absorbuje insulinę, blokując jej działanie, ale w przeciwieństwie do niej jest rozkładany. Uwolniona wtedy w dużych ilościach insulina, może spowodować silną hipoglikemię.
Dlatego zaleca się, by chory zaprzestał lub znacznie ograniczył spożycie alkoholu, dzięki czemu będzie mógł liczyć na fachową pomoc w przypadku wystąpienia hipoglikemii i ułatwi interpretację jej objawów otoczeniu. Ponadto obowiązuje bezwzględna zasada, że chory na cukrzycę nie powinien spożywać alkoholu w jakiejkolwiek postaci na czczo.
Zaleca się, aby przed planowanym spożyciem alkoholu wcześniej spożyć jakiś posiłek zawierający węglowodany długo rozkładające się, aby uchronić się przed szczególnie niebezpiecznym w takich okolicznościach niedocukrzeniem. Hipoglikemia występuje najczęściej 2 do nawet 5–6 godzin po spożyciu alkoholu na czczo.
Doustne leki cukrzycowe wchodzą w interakcje z alkoholem, co może prowadzić do nieprzewidywalnej eskalacji działania leku, bądź do powikłań w postaci kwasicy mleczanowej (w połączeniu z Metforminą). 

### Samokontrola
Samokontrola wyrównania metabolicznego cukrzycy to przeprowadzane samodzielnie przez chorych pomiary stężenia glukozy we krwi i moczu, badanie obecności ciał ketonowych w moczu. Samokontrola pozwala odpowiednio wyedukowanym chorym dopasowywać terapię do aktualnych potrzeb, zapobiegać powikłaniom cukrzycy – ostrym i przewlekłym, prowadzić określony tryb życia.
Stężenie glukozy we krwi bada się za pomocą glukometru, obecność glukozy lub ketonów w moczu – za pomocą barwnie reagujących pasków diagnostycznych.
W świetle badania przeprowadzonego w 2008, samokontrola cukrzycy nie wpływa na poprawę kontroli cukrzycy u osób ze świeżo rozpoznaną cukrzycą typu 2, natomiast wiąże się z nasileniem depresji u tych chorych.

### Oznaczanie innych wskaźników w celu monitorowania przebiegu cukrzycy
Aby śledzić rozwój choroby i jak najwcześniej leczyć powstające powikłania choroby zaleca się chorym – prócz stałej kontroli glikemii – dodatkowe badania diagnostyczne:
- ciał ketonowych w moczu,
- hemoglobiny glikowanej (2 do 4 razy w roku),
- cholesterolu całkowitego, cholesterolu HDL i LDL oraz trójglicerydów (1 raz w roku),
- kreatyniny (1 raz w roku),
- albuminurii (1 raz w roku),
- badania dna oka (1 raz w roku),
- badania EKG (1 raz w roku),
- badania EKG wysiłkowego (1 raz na 2 lata),
- badania tętnic kończyn dolnych metodą dopplerowską (1 raz na 2 lata),
- badanie neurologiczne (przynajmniej 1 raz w roku).

### Przyszłościowe terapie
Dla cukrzycy typu 1: przeszczepy wysepek trzustkowych, wykorzystanie komórek macierzystych do powstania komórek wytwarzających insulinę, pompa z mechanizmem sprzężenia zwrotnego, dostosowująca ilość podawanej insuliny do glikemii.

### Kwas linolowy a cukrzyca
Z powodu podwyższonego poziom kwasu linolowego i niedoboru kwasu gamma-linolenowego uważa się, że diabetycy mają niedobór kluczowego enzymu metabolizmu tłuszczów – desaturazy stearoilo-CoA. Badania wykazały, że zwiększone spożywanie kwasu gamma-linolenowego (np. w oleju wiesiołkowym) łagodzi komplikacje cukrzycy.

## Epidemiologia
Około 5% populacji choruje na cukrzycę. W 95% przypadków jest to typ 2. Prawdopodobnie przynajmniej połowa chorych na cukrzycę typu 2 nie jest zdiagnozowana. W ostatnich latach liczba zachorowań dramatycznie wzrasta, zwłaszcza w krajach rozwijających się, coraz częściej wykrywa się też ten typ cukrzycy u dzieci. Niektóre populacje, jak Indianie Pima, są wyjątkowo podatne na tę chorobę (50% osób chorych). Bogata w tłuszcze i węglowodany dieta jest dla nich zabójcza, ponieważ ich przodkowie przez wieki byli narażeni na głód i ich geny pozwalają wyjątkowo oszczędnie korzystać z pożywienia.
Cukrzyca typu 1 najczęściej występuje w Ameryce Północnej – u jednej osoby na czterysta – i w Europie – u jednej osoby na pięćset. Zupełnie wyjątkowym krajem jest Finlandia, gdzie częstość cukrzycy jest najwyższa – 3/1000 i jest najwięcej nowych zachorowań. Prawdopodobnie wynika to z tego, że większość Finów pochodzi od stosunkowo niewielkiej grupy osadników. W Polsce żyje według różnych szacunków między sto a dwieście tysięcy osób z cukrzycą typu I, a insuliną leczy się około 300 000 ludzi.

## Historia
Najstarszy prawdopodobny opis objawów cukrzycy znajduje się w papirusie Ebersa datowanym na 3000–1500 lat p.n.e. Starożytni Egipcjanie, Hindusi i Grecy opisywali niemożliwe do zaspokojenia pragnienie i częste oddawanie moczu oraz szybko postępujące wyniszczenie ciała, a wreszcie dla wielu śmierć, zazwyczaj w ciągu paru miesięcy. Już wtedy zauważono, że powstający w ogromnych ilościach mocz chorych osób jest słodki, stąd łacińska nazwa choroby: diabetes – od greckiego słowa oznaczającego przelewanie (moczu), mellitus – z łacińskiego: słodki jak miód.
W XIX wieku stwierdzono, że zmarli na cukrzycę mają uszkodzoną trzustkę, a
w 1869 roku Paul Langerhans opisał wyspy trzustkowe. W roku 1889 Oskar Minkowski wraz z Josephem von Meringiem po serii doświadczeń na psach stwierdzili, że wycięcie tego narządu powoduje u psów cukrzycę. Dość szybko udało się też stwierdzić, że insulinę wytwarza specjalny typ komórek, położonych w tzw. wysepkach Langerhansa, stanowiących zaledwie 2% masy trzustki. Insulinę odkryło w 1921 dwóch Kanadyjczyków, młody chirurg Frederick Banting i student medycyny, Charles Best. Już dwa lata później Bantinga i jego szefa Johna MacLeoda nagrodzono nagrodą Nobla.
Po dalszych pracach Jamesa Collipa polegających na oczyszczeniu insuliny po raz pierwszy zastosowano ją u chorego na cukrzycę czternastolatka z Toronto Leonarda Thompsona. Do tamtej chwili jedynym sposobem leczenia, jakie proponowano cukrzykom, była niemal głodowa dieta bezwęglowodanowa.
Kolejną nagrodę Nobla związaną z insuliną odebrał w 1958 Frederick Sanger, który cztery lata wcześniej ustalił sekwencję aminokwasową insuliny. W tym samym roku zsyntetyzowano ją chemicznie – w obu przypadkach było to pierwsze białko, dla którego się to udało. Insulina była też pierwszym lekiem wytworzonym metodami inżynierii genetycznej (została zaakceptowana do stosowania u ludzi w 1982).

## Zdrowie publiczne i polityka prozdrowotna
Deklaracja St Vincent z 1989 była wynikiem międzynarodowych starań zmierzających do polepszenia opieki nad chorymi na cukrzycę. Takie działania mają znaczenie zarówno w perspektywie jakości życia, jak i oczekiwanej długości życia, a także ekonomiczne – wydatki na cukrzycę okazały się główną przyczyną obciążającą systemy opieki zdrowotnej oraz rządy. Globalne straty spowodowane cukrzycą szacowane są w 2015 na 1,31 bilionów dolarów amerykańskich. Stanowi to 1,8% globalnego produktu krajowego brutto.
Kilka państw ustanowiło mniej lub bardziej udane narodowe programy cukrzycowe mające na celu poprawę leczenia cukrzycy.
W Polsce wydaje się czasopismo poświęcone problemom chorych na cukrzycę Diabetyk. Drugim magazynem skierowanym do ludzi młodych jest miesięcznik Szugarfrik. Na rynku dostępny jest także bezpłatny magazyn Cukrzyca a Zdrowie.

## Cukrzyca w sporcie wyczynowym
Wśród chorych na cukrzycę znalazło się wielu znanych sportowców; ich sukcesy pokazały, że z dobrze wyrównaną cukrzycą można nie tylko prawidłowo funkcjonować w społeczeństwie, ale także uprawiać wyczynowo sport. Chory na cukrzycę Will Cross zdobył w 2003 roku biegun południowy – miał wówczas 26 lat. Wcześniej zdobył biegun północny, najwyższe szczyty obu Ameryk (McKinley i Aconcagua) i przeszedł Saharę. Chorując na cukrzycę typu 1 zdobywali medale olimpijskie: brytyjski wioślarz Steve Redgrave (5 złotych medali i 1 brązowy na pięciu kolejnych Igrzyskach Olimpijskich 1984 Los Angeles – Sydney 2000), amerykański pływak Gary Hall, a także złoty medalista olimpijski z Pekinu w wioślarskiej czwórce podwójnej Michał Jeliński.

## Klasyfikacja ICD10
| kod ICD10   | nazwa choroby                      |
| ----------- | ---------------------------------- |
| ICD-10: E10 | Cukrzyca insulinozależna           |
| ICD-10: E11 | Cukrzyca insulinoniezależna        |
| ICD-10: E12 | Cukrzyca związana z niedożywieniem |
| ICD-10: E13 | Inne określone postacie cukrzycy   |
| ICD-10: E14 | Cukrzyca nieokreślona              |